# Sainte-Cécile (Saona i Loira)
Sainte-Cécile és un municipi francès situat al departament de Saona i Loira i a la regió de Borgonya - Franc Comtat. L'any 2009 tenia 278 habitants.

## Història
| Data d'elecció                           | Identitat | Partit | Qualitat |
| ---------------------------------------- | --------- | ------ | -------- |
| 2001-                                    |           |        |          |
| les dades anteriors no són pas conegudes |           |        |          |
|                                          |           |        |          |

## Demografia
| A partir de 1990: Població sense dobles comptes |